# Hedysarum magnificum
Hedysarum magnificum là một loài thực vật có hoa trong họ Đậu. Loài này được Kudr. miêu tả khoa học đầu tiên.